# Resonanca
Resonánca je fizikalni pojav, kjer nihajoč sistem oziroma zunanja sila povzroči, da začne drug sistem nihati z večjo amplitudo. To se zgodi, ko je frekvenca vzbujanja blizu lastni frekvenci vzbujanega sistema.
Amplitudo dušenega nihala opišemo z enačbo:
{\displaystyle f(\omega )={\frac {1}{\sqrt {(1-\xi ^{2})^{2}+\left({\frac {2\beta }{\omega _{0}}}\right)^{2}\xi ^{2}}}},}
kjer je ξ razmerje med krožno frekvenco vzbujanja ω in lastno krožno frekvenco nedušenega nihala ω0, ξ = ω/ω0, β pa koeficient dušenja. Amplituda resonance je tem večja, čim manjši je koeficient dušenja.
Lastna krožna frekvenca dušenega nihala, pri kateri je odziv sistema največji, nam podaja enačba:
{\displaystyle \omega _{0}^{'}={\sqrt {\omega _{0}^{2}-\beta ^{2}}}.}

## Resonanca v fiziki osnovnih delcev
V fiziki osnovnih delcev imenujemo »resonanco« osnovne delce z zelo kratkim razpadnim časom (okoli 10−23 s), ki nastanejo pri reakcijah med osnovnimi delci in razpadejo z močno interakcijo.